# Franciszek Jach
Franciszek Jach (ur. 28 stycznia 1894*  w Januszkowie, zm. 13 maja w 1944 w Lublinie) – kapitan pilot Wojska Polskiego, szybownik, kawaler Orderu Virtuti Militari.

## Młodość i służba w Niemczech
Syn Antoniego i Franciszki z d. Cieślak, urodził się w zaborze pruskim. W latach 1908–1914 uczył się w gimnazjum w Nakle n. Notecią. W gimnazjum zaangażował się w działalność w Towarzystwie im. Tomasza Zana. Był też członkiem tamtejszej Drużyny Strzeleckiej. W 1914 brał udział w manewrach Polskich Drużyn Strzeleckich z Wielkopolski i Pomorza, odbywanych w Krakowie i pod Nowym Sączem. 
Po wybuchu I wojny światowej, 15 listopada 1915 został powołany do niemieckiego wojska. Początkowo służył w artylerii przeciwlotniczej na froncie zachodnim (m.in. w bitwie pod Verdun), od 1916 na froncie wschodnim. W 1917 ukończył kurs pilotażu na lotnisku Ławica w Poznaniu, w marcu 1918 zdobył szlify oficerskie i został skierowany jako pilot do Szkoły Strzelców Samolotowych w Belgii. Przeszedł tam dalsze przeszkolenie, biorąc udział w walkach w Szampanii. 27 grudnia 1918 dostarczając z niemieckim pilotem Paulem Pohlem samolot do Berlina, nakłonił go do lotu do swojej rodzinnej wsi Wapno, gdzie samolot przejęli powstańcy. W taki sposób na 10 dni przed zdobyciem lotniska w Ławicy powstańcy zdobyli swój pierwszy samolot. 
W nocy 27/28 grudnia bracia Franciszek i Stanisław Jachowie zamalowali, w stodole Jachów, na zdobytym samolocie czarne krzyże i przemalowali na polskie znaki rozpoznawcze – biało-czerwone szachownice. 28 grudnia Franciszek Jach z bratem Stanisławem jako pasażerem wystartowali do lotu nad Wapnem. Sierżant pilot Franciszek Jach był wtedy pierwszym pilotem powstania wielkopolskiego w ostatnich dniach 1918 roku.

## Służba bojowa w Polsce
29 grudnia 1918 wstąpił do Wojska Wielkopolskiego w stopniu sierżanta. Po zdobyciu samolotu, sierżant Jach będąc w Wapnie, nie mógł działać w lotnictwie. Jako przeszkolony podoficer w obliczu toczących się walk powstańczych został wyznaczony na powstańczego komendanta Wapna. Zorganizował pluton, na czele którego walczył pod Mroczą, Ślesinem, Szubinem i Żninem. Dowodził miejscowymi  młodymi ludźmi.

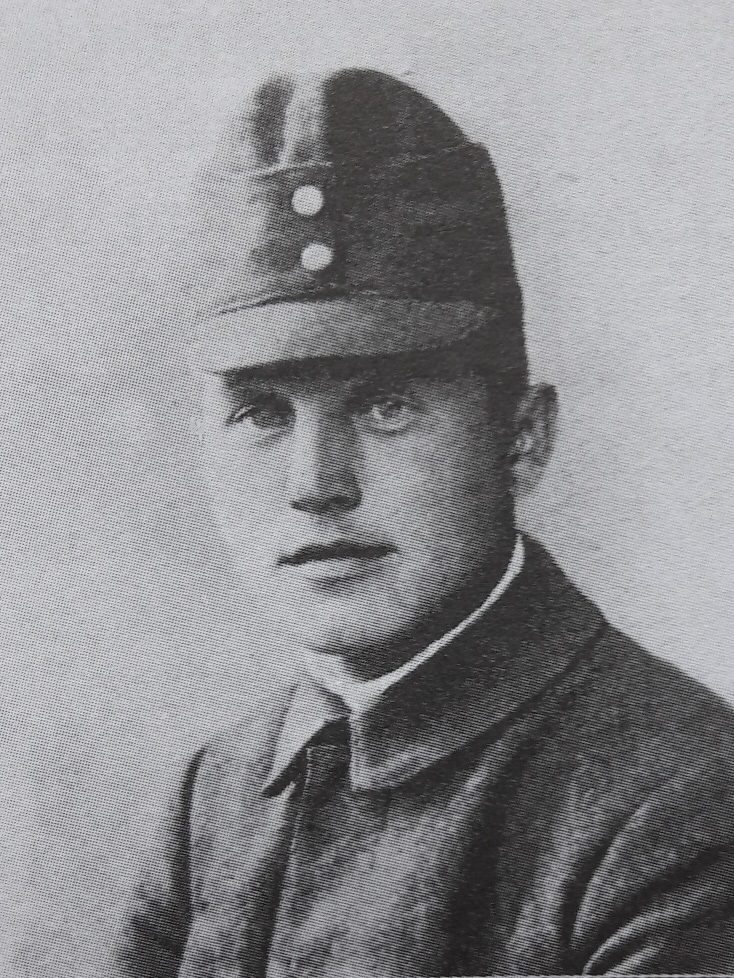
Franciszek Jach ppor. pilot po powrocie z niewoli (1920)

6 stycznia 1919 dostał się do niewoli, z której cztery dni później zbiegł. Niemcy nie zdążyli się dowiedzieć, że był dezerterem z niemieckiego lotnictwa. Po ucieczce z niewoli 18 stycznia 1919 stawił się w swojej jednostce - Bazie Lotniczej w Ławicy, gdzie tworzyły się zalążki sił lotniczych powstania (w początku 1919 powstał tam batalion pod nazwą Stacja Lotnicza w Ławicy), liczyły one wtedy 5 pilotów, 2 obserwatorów, 32 mechaników lotniczych oraz kilkudziesięciu mechaników obsługi samolotów bojowych. Jeszcze pod koniec stycznia walczył w rejonach utrzymywanej przez Niemców Bydgoszczy. Nad Kcynią stoczył walkę powietrzną z patrolem niemieckim w sile 6 maszyn typu Fokker D.III. Mimo przewagi wroga nie uszedł z pola walki, zestrzelił jedną maszynę przeciwnika. Było to pierwsze zwycięstwo powietrzne lotnika powstania wielkopolskiego.
Dzięki wsparciu lotnictwa (rozpoznanie i ostrzeliwanie piechoty) trzykrotnie słabsi powstańcy pod Kcynią utrzymali swe stanowiska.  Na początku 1919 został pilotem i instruktorem w utworzonej 12 lutego 1919 w Ławicy I Wielkopolskiej eskadrze lotniczej (polnej). Był także w składzie tzw. grupy bojowej. Grupa ta wspierała działania wojsk powstańczych na wszystkich frontach Wielkopolski. 
Eskadra w marcu 1919 została skierowana pod Przemyśl, gdzie piloci wykonywali zadania rozpoznawcze, wywiadowcze i fotograficzne na rzecz Armii gen. Iwaszkiewicza. Sierżant F. Jach uczestniczył w bombardowaniach jednostek ukraińskich. Walczył następnie w składzie eskadry przemianowanej na 12 eskadrę wywiadowczą w starciach wokół Lwowa podczas wojny polsko-ukraińskiej. W kwietniu 1919 zdał egzaminy oficerskie.  
8 maja pod Samborem otrzymał rozkaz zniszczenia ukraińskiego balonu obserwacyjnego na uwięzi, kierującego ogniem artyleryjskim na linię kolejową Przemyśl – Lwów.  Wcześniej próbowano kilkanaście razy strącić balon, ale Ukraińcy zawsze zdążyli go ściągnąć na ziemię. Jach ostrzelał kilkakrotnie balon leżący na ziemi. Jednak w czasie ataku został ostrzelany i został uszkodzony silnik jego samolotu co zmusiło go do lądowania. Sam został ranny w głowę. Wylądował na tzw. ziemi niczyjej, 300 m od okopów polskich i 200 m od ukraińskich. W czasie strzelaniny między liniami okopów pierwsi dopadli do niego Ukraińcy i znalazł się w niewoli. Dwóch oficerów ukraińskich uratowało go od rozstrzelania, zabierając do dowództwa. Jach szedł boso i udawał Niemca, co znowu uratowało mu życie. W ukraińskim dowództwie niemiecki oficer ujął się za nim i odesłano go do obozu w Robatynie. Gdy dowiedział się, że Ukraińcy chcą jeńców przekazać Sowietom, uciekł. Ukrywał się dwa dni w kominie w jednym z domostw, następnie szedł na zachód do swoich nocami, w dzień siedział w koronach drzew. 
Po powrocie do jednostki – 12 eskadry wywiadowczej, od września 1919 walczył na froncie litewsko–białoruskim podczas wojny polsko-radzieckiej, stacjonując w Kisielewiczach pod Bobrujskiem. W maju 1920 Jach, na samolocie Albatros D.III (Oef) wypożyczonym z 13 eskadry myśliwskiej, zestrzelił radziecki myśliwiec Nieuport w rejonie lotniska Sołtanowka. Bazował następnie z drugą załogą w Mińsku, jako oddział wydzielony, działając na rzecz 4. Armii w rejonie Borysowa. Podczas pobytu na wschodzie ppor. Jach zasłynął brawurowymi atakami na pozycje sowieckie i największa ilością lotów bojowych. Awansował w tym okresie do stopnia porucznika. Za walki na wschodzie jesienią 1920 roku został odznaczony Orderem Virtuti Militari.

## Okres międzywojenny i szybownictwo
Po zakończeniu wojny nadal służył w lotnictwie polskim w stopniu kapitana jako dowódca eskadry w Toruniu, następnie na innych stanowiskach. Zajmował się amatorsko szybownictwem: w 1923 zbudował w warsztatach szkoły pilotów w Bydgoszczy szybowiec (bez usterzenia pionowego) własnej konstrukcji nazwany Żabuś. Wystartował nim w I Konkursie Ślizgowców w Białce, lecz rozbił się podczas pierwszego lotu 29 sierpnia 1923 z powodu skomplikowanego sterowania. W 1924 Jach naprawił i zmodyfikował swój szybowiec, dodając mu klasyczny ster kierunku i w czerwcu 1925 wziął na nim udział w II Wszechpolskim Konkursie Szybowców na Oksywiu, odbywając kilkanaście udanych lotów na odległość do 560 m. W nagrodę otrzymał 2000 złotych od organizatorów konkursu. Szybowiec został później przekazany do Muzeum Wojskowego w Poznaniu, gdzie uległ zniszczeniu w 1939. Na konkurs w 1925 Jach zbudował także drugi szybowiec, nazwany Bimbuś, który wziął udział w II Wszechpolskim Konkursie Szybowcowym (pilot W. Szulczewski).
Pod koniec lat 20. dowodził 132 (dawną 112) eskadrą myśliwską. Od 1929 służył w Centrum Wyszkolenia Oficerów Lotnictwa w Dęblinie w charakterze oficera nadzoru technicznego. 7 października 1931 ustanowił w Bezmiechowej szybowcowy rekord Polski, utrzymując się w powietrzu 3 godziny, 12 minut i 16 sekund. W sierpniu 1931 r. oblatał szybowiec NN-2 konstrukcji Adama Nowotnego i Jarosława Naleszkiewicza, 27 października 1931 oblatał w Dęblinie pierwszy polski szybowiec wyczynowy NN-1 również konstrukcji Nowotnego i Naleszkiewicza. Następnie 23 lipca 1932 oblatał w Dęblinie szybowiec bezogonowy JN-1 Jarosława Naleszkiewicza, w układzie latającego skrzydła, który nazwał Żabuś II. Z dniem 31 maja 1933 został przeniesiony w stan spoczynku. 
By żonaty, miał dwóch synów.

## Dalsza służba i II wojna światowa
Zmobilizowany w 1939, brał udział w kampanii wrześniowej, organizując obronę przeciwlotniczą na szlakach ewakuacji w Dęblinie, Zamościu i Lwowie. Pozostał w kraju pod okupacją, zajmując się działalnością konspiracyjną związaną z lotnictwem na Zamojszczyźnie pod nazwiskiem Aleksander Krajewski, z fikcyjnym zawodem jako rentgenolog. Zajmował się rozpoznaniem terenów wokół niemieckiego lotniska w Mokrem pod Zamościem, rozpoznawaniem składów bomb w Zawadzie oraz oceną potencjalnych lądowisk pod kątem przydatności przyjmowania zrzutów zaopatrzenia dla Armii Krajowej.
Zmarł 13 maja 1944 w szpitalu w Lublinie, na skutek ran doznanych podczas radzieckiego nalotu na Lublin w dn. 9 maja 1944. Pochowany w Lublinie.

## Ordery i odznaczenia
- Krzyż Srebrny Orderu Virtuti Militari nr 3230[13]
- Krzyż Walecznych (dwukrotnie)[5][13]
- Srebrny Krzyż Zasługi (10 listopada 1928)[14][13]
- Polowa Odznaka Pilota nr 32 (11 listopada 1928)[15]
- czechosłowacka Odznaka Pilota (1929)[16]
- rumuńska Odznaka Pilota (1929)[17]

## Upamiętnienie
W styczniu 2022 ulicy na poznańskim osiedlu Głuszyna nadano imię Franciszka Jacha.
Franciszek Jach jest bohaterem powieści Piotra Bojarskiego "Cwaniaki" (2018) oraz "Na całego" (2021).